# Литл-Сок (тауншип, Миннесота)
Литл-Сок (англ. Little Sauk) — тауншип в округе Тодд, Миннесота, США. На 2000 год его население составило 769 человек.

## География
По данным Бюро переписи населения США площадь тауншипа составляет 92,8 км², из которых 88,6 км² занимает суша, а 4,2 км² — вода (4,49 %).

## Демография
По данным переписи населения 2000 года здесь находились 769 человек, 247 домохозяйств и 185 семей. Плотность населения — 8,7 чел./км². На территории тауншипа расположена 331 постройка со средней плотностью 3,7 построек на один квадратный километр. Расовый состав населения: 98,44 % белых, 1,43 % азиатов и 0,13 % приходится на две или более других рас. Испанцы или латиноамериканцы любой расы составляли 1,43 % от популяции тауншипа.
Из 247 домохозяйств в 36,4 % воспитывались дети до 18 лет, в 69,6 % проживали супружеские пары, в 3,6 % проживали незамужние женщины и в 25,1 % домохозяйств проживали несемейные люди. 21,1 % домохозяйств состояли из одного человека, при том 8,9 % из — одиноких пожилых людей старше 65 лет. Средний размер домохозяйства — 2,95, а семьи — 3,46 человека.
30,9 % населения — младше 18 лет, 8,2 % — в возрасте от 18 до 24 лет, 26,7 % — от 25 до 44, 21,7 % — от 45 до 64, и 12,5 % — старше 65 лет. Средний возраст — 36 лет. На каждые 100 женщин приходилось 113,6 мужчин. На каждые 100 женщин старше 18 приходилось 114,1 мужчин.
Средний годовой доход домохозяйства составлял 39 875 долларов, а средний годовой доход семьи — 44 167 долларов. Средний доход мужчин — 29 911 долларов, в то время как у женщин — 20 268. Доход на душу населения составил 13 119 долларов. За чертой бедности находились 8,1 % семей и 18,4 % всего населения тауншипа, из которых 19,2 % младше 18 и 12,0 % старше 65 лет.